# Chaupi Pozo
Chaupi Pozo es una localidad argentina ubicada en el Departamento Banda de la Provincia de Santiago del Estero. Se encuentra en el cruce de las rutas provinciales 8 y 40, 32 km al noroeste de La Banda.
En 2010 se inauguró la planta potabilizadora de agua que abastece a la localidad, y el puesto sanitario. En la localidad se desarrolla un experimento productivo de jatrofa, cuyo aceite se piensa emplear para biodiésel en la provincia.

## Población
Cuenta con 382 habitantes (Indec, 2010), lo que representa un incremento del 2,14% frente a los 374 habitantes (Indec, 2001) del censo anterior.

## Sismicidad
La sismicidad del área de Santiago del Estero es frecuente y de intensidad baja, y un silencio sísmico de terremotos medios a graves cada 40 años.
El 4 de julio de 1817 (207 años), sismo de 1817 de 7,0 Richter, con máximos daños reportados al centro y norte de la provincia, donde se desplomaron casas y se produjo agrietamiento del suelo, los temblores duraron alrededor de una semana. Se estimó una intensidad de VIII grados Mercalli. Hubo licuefacción con grandes cantidades de arena en las fisuras de hasta 1 m de ancho y más de 2 m de profundidad. En algunas de las casas sobre esas fisuras, el terreno quedó cubierto de más de 1 dm de arena.
Aunque la actividad geológica ocurre desde épocas prehistóricas, el sismo del 20 de marzo de 1861 (164 años) señaló un hito importante dentro de la historia de eventos sísmicos argentinos ya que fue el más fuerte registrado y documentado en el país. A partir del mismo la política de los sucesivos gobiernos provinciales y municipales han ido extremando cuidados y restringiendo los códigos de construcción. Pero solo con el terremoto de San Juan de 1944 del 15 de enero de 1944 (81 años) los Estados provinciales tomaron real estado de la gravedad sísmica de la región.